# Cedewsürengijn Mönchdzajaa
Cedewsürengijn Mönchdzajaa (mong. Цэдэвсүрэнгийн Мөнхзаяа; ur. 13 czerwca 1986) – mongolska judoczka. Dwukrotna olimpijka. Zajęła piąte miejsce w Londynie 2012 i dziewiąte w Rio de Janeiro 2016. Walczyła w wadze półśredniej.
Brązowa medalistka mistrzostw świata w 2015; uczestniczka zawodów w 2005, 2007, 2009, 2010 i 2011, a także zdobyła dwa medale w drużynie. Startowała w Pucharze Świata w latach 2009-2012 i 2015. Zdobyła cztery medale na mistrzostwach Azji w latach 2009 - 2015. Trzecia na mistrzostwach Azji Wschodniej w 2006 roku.

## Letnie Igrzyska Olimpijskie 2012
| Konkurencja | Eliminacje             | Eliminacje             | Eliminacje            | Repasaże             | Repasaże            | Klas. końcowa |
| Konkurencja | Przeciwnik I           | Przeciwnik II          | 1/4                   | 1/2                  | o 3. miejsce        | Miejsce       |
| ----------- | ---------------------- | ---------------------- | --------------------- | -------------------- | ------------------- | ------------- |
| 63 kg       | Jennifer Anson (PLW) Z | Johanna Ylinen (FIN) Z | Gévrise Émane (FRA) Z | Urška Žolnir (SLO) P | Yoshie Ueno (JPN) P | 5.            |

## Letnie Igrzyska Olimpijskie 2016
| Konkurencja | Eliminacje           | Eliminacje          | Klas. końcowa |
| Konkurencja | Przeciwnik I         | Przeciwnik II       | Miejsce       |
| ----------- | -------------------- | ------------------- | ------------- |
| 63 kg       | Rizlen Zouak (MAR) Z | Yang Junxia (CHN) P | 9.            |